# Rôles d’Oléron
Die Rôles d’Oléron sind ein französischer Seerechtskodex aus dem 13. Jahrhundert. Sie beschrieben das Gewohnheitsrecht auf See, die Usancen des Seehandels und einen Katalog von Bußbestimmungen bei Zuwiderhandlungen.

## Geschichte
Die Ursprünge der Rôles d’Oléron gehen vermutlich auf praktisch ausgeübtes Seerecht der französischen Seehandelsleute des 12. und 13. Jahrhunderts zurück, das wiederum auf mittelmeerischem Handels- und Seerecht fußte. Die Rôles d’Oléron erhielten ihren Namen von der westfranzösischen Atlantikinsel Oléron, auf der sie von Eleonore von Aquitanien öffentlich bekanntgegeben und hinterlegt gewesen sein sollen, während sie dort lebte. Niedergeschrieben wurden sie wahrscheinlich (je nach Quelle) zwischen 1160 und 1286 und gelten als älteste schriftliche Fixierung von Seerechtssätzen. Als älteste erhaltene Fassung der Rôles gilt die Abschrift in der Liber Horn genannten Sammlung des juristisch engagierten englischen Kaufmanns Andrew Horn († 1328).
Die Rôles enthalten überwiegend kasuistische Regelungen der Rechtsverhältnisse innerhalb der Schiffsbesatzung, zwischen den Besatzungen verschiedener Schiffe sowie das Verhältnis von Reedern und Befrachtern zur Besatzung. Obgleich der geographische Ausgangspunkt im Gebiet der Bretagne und der Normandie liegt, breiteten sich die Rechtssätze bis zum 14. Jahrhundert in ganz Westeuropa aus. Abschriften der Rôles d’Oléron bilden die Grundlage einer Reihe anderer Seerechtssätze. Frühe Bearbeitungen des 14. Jahrhunderts, wie die flämische Übersetzung Lugements/Vonnesse de Damme (Vorhafen von Brügge) oder die Los de Westcapelle (Walcheren/Zeeland) führten später zum allgemeinen niederländischen und friesischen Waterrecht. Weitere mit lübischem Recht kombinierte hansische Bearbeitungen, wie die Ordinancien oder Ordonnancen galten bis in den Ostseeraum und führten zum Seerecht von Wisby. Als 1505 in Visby gedrucktes Waterrecht van Wisby gelangte die Rechtssammlung von dort sogar in die Niederlande zurück. Heinrich VIII von England ließ eine The judgment of the sea, of Masters, of Mariners, and Merchants, and all their doings. genannte Fassung veröffentlichen, die später das Black Book of the Admiralty stark beeinflusste. Die Bedeutung der Rôles d’Oléron mag man daran ermessen, dass sich ihr Einfluss bis in die Rechtsprechung der Neuzeit nachweisen lässt.